# Quai Jules-Guesde
Pour les articles homonymes, voir Jules Guesde et Guesde.
Le quai Jules-Guesde est une voie importante de Vitry-sur-Seine dans le Val-de-Marne. Il suit le parcours de la route départementale 152.

## Situation et accès

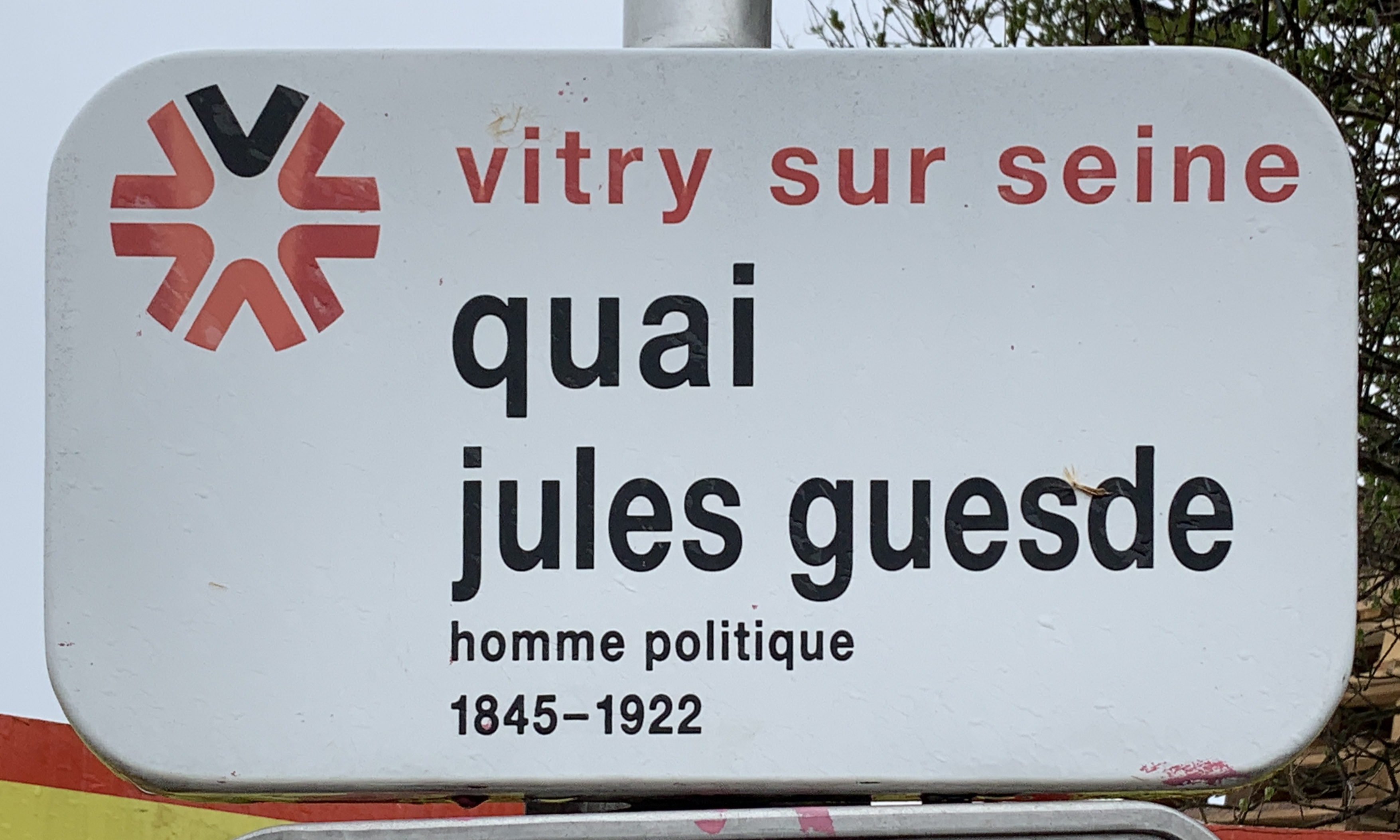
Plaque Quai Jules-Guesde.

Sa desserte est assurée par la gare de Vitry-sur-Seine.

## Origine du nom
Le nom de ce quai a été donné en hommage à Jules Guesde, homme politique français.

## Historique

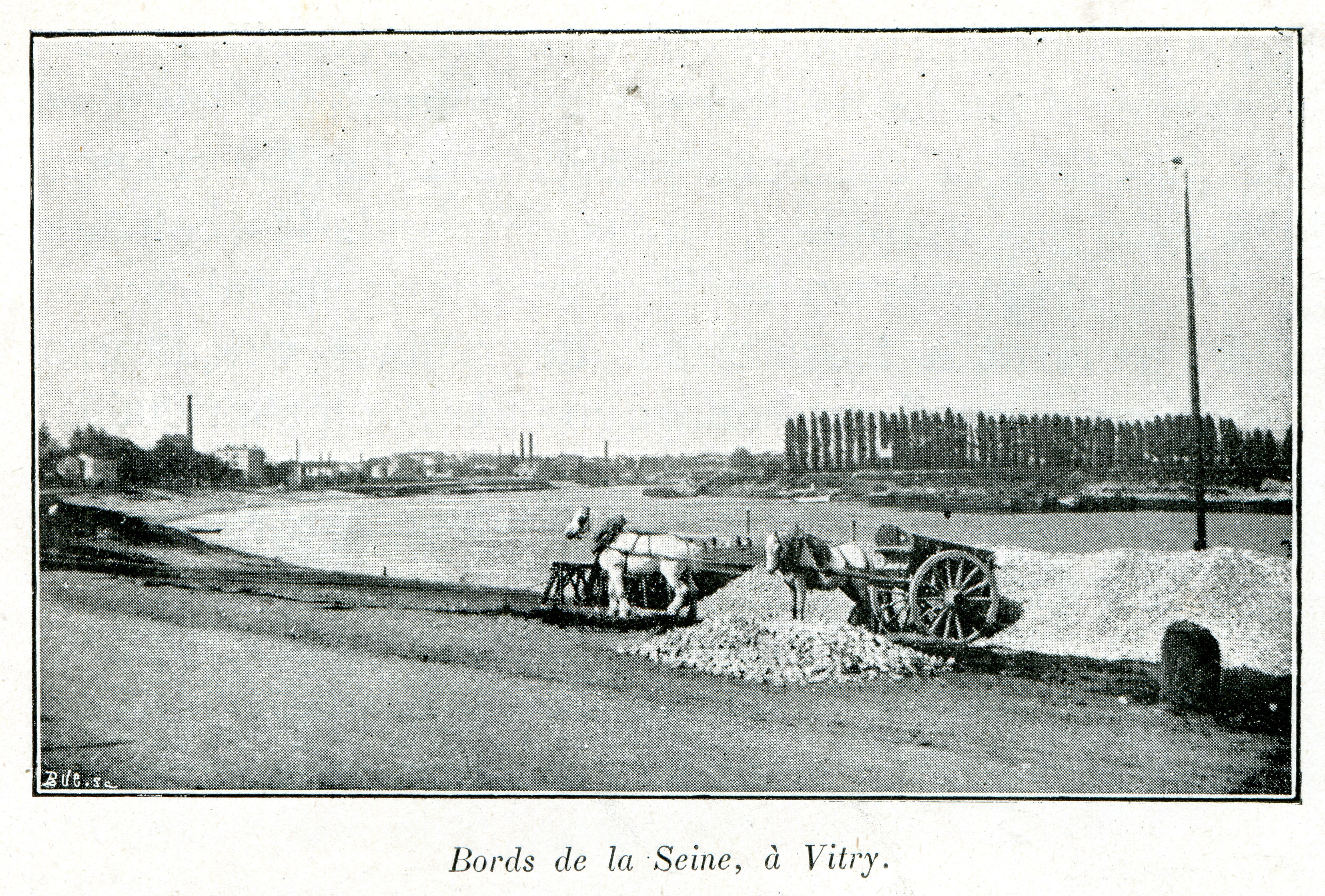
Clément Maurice: Paris en plein air, Bords de la Seine à Vitry, 1897.

Les activités portuaires de la ville ont longtemps profité de leur emplacement privilégié en amont de la Seine. Au XIXe siècle, de nombreux dépôts de marchandises étaient alimentées par des péniches.
En 1917, l'ingénieur Lucien Chauvière créé au no 15 une usine d'hélices d'avions.
Les Pelleteries de la Seine s'y installent en 1929.
Le 31 décembre 1943, lors d'un bombardement de l'usine de roulement à billes SKF, une trentaine de bombes tombèrent sur le Port-à-l'Anglais dont une non explosée quai Jules-Guesde. On déplora 19 morts, dont 4 de la même famille et 15
blessés.
En 2016, entre la rue de la Baignade et la rue Auguste-Blanqui, une partie de la chaussée s'effondre en raison de la fuite de canalisations souterraines.
De nombreuses entreprises y ont installé leur siège social, parmi lesquelles Franprix et Leader Price.

## Bâtiments remarquables et lieux de mémoire

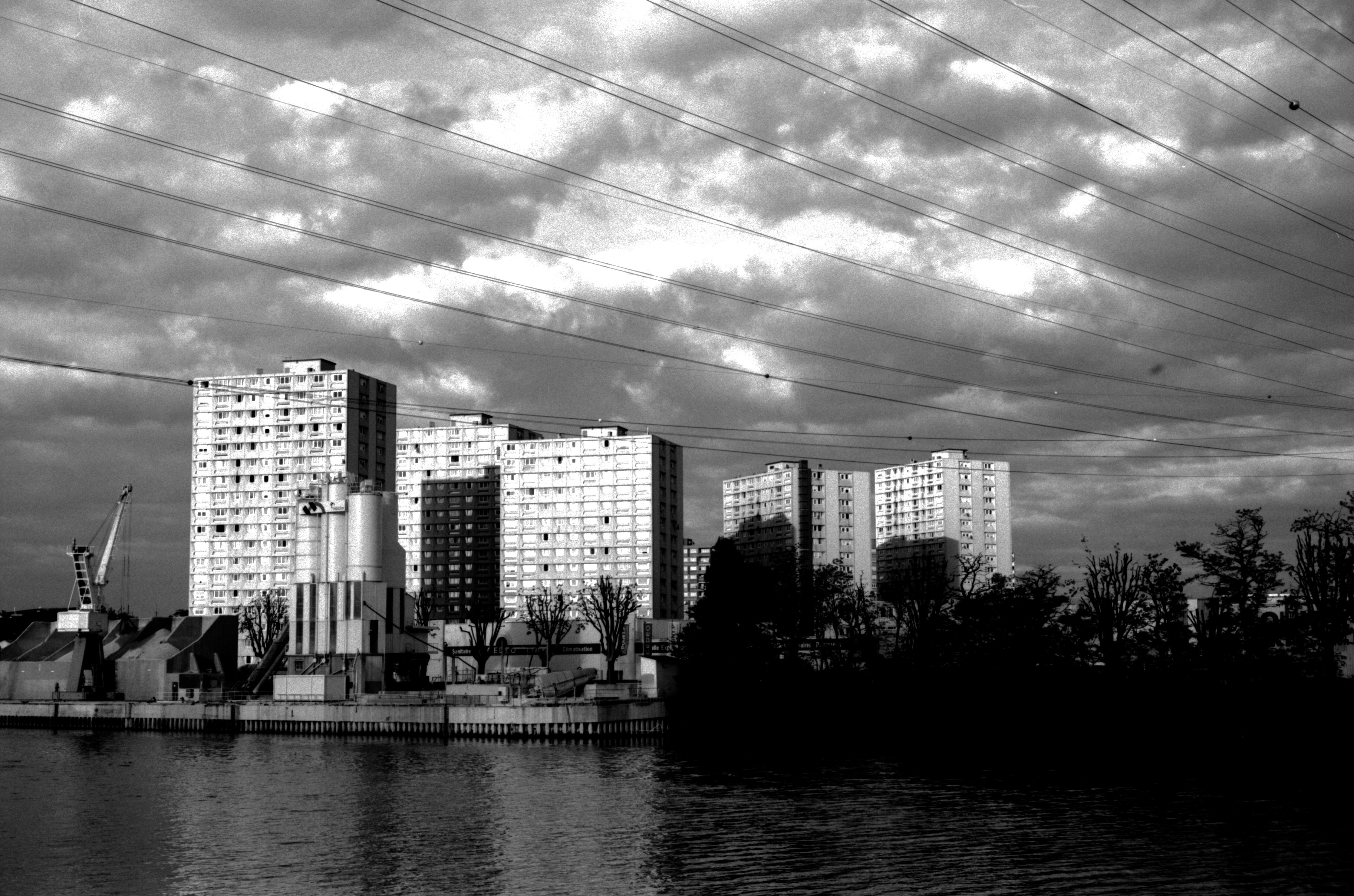
Immeubles d'Alfortville, vus depuis le quai en 2009. Les câbles d'alimentation électrique qui traversaient la Seine ont depuis été supprimés.

- Pont du Port-à-l'Anglais, au croisement de l'avenue du Président-Salvador-Allende.
- Barrage éclusé de Port-à-l'Anglais[3].

Plusieurs usines et sites industriels, parmi lesquels:
- Centrale thermique de Vitry-sur-Seine, à l'angle de la rue des Fusillés, fermée en 2015 et détruite en 2017[4].
- Poste électrique d'Arrighi, œuvre de l'ingénieur, Jean Antoine Arrighi de Casanova et de l'architecte Georges-Henri Pingusson, mise en service fin 1931[5].
- Usine Thomson de Vitry-sur-Seine.
- Ancienne usine Rhône-Poulenc[6].
- Usine de transformation des métaux Bidault-Elion, actuellement société de l'Air Liquide[7].
- Passerelle GDF de Vitry.
- Square Charles-Fourier, à l'angle de la rue éponyme.